# 氯金酸铯

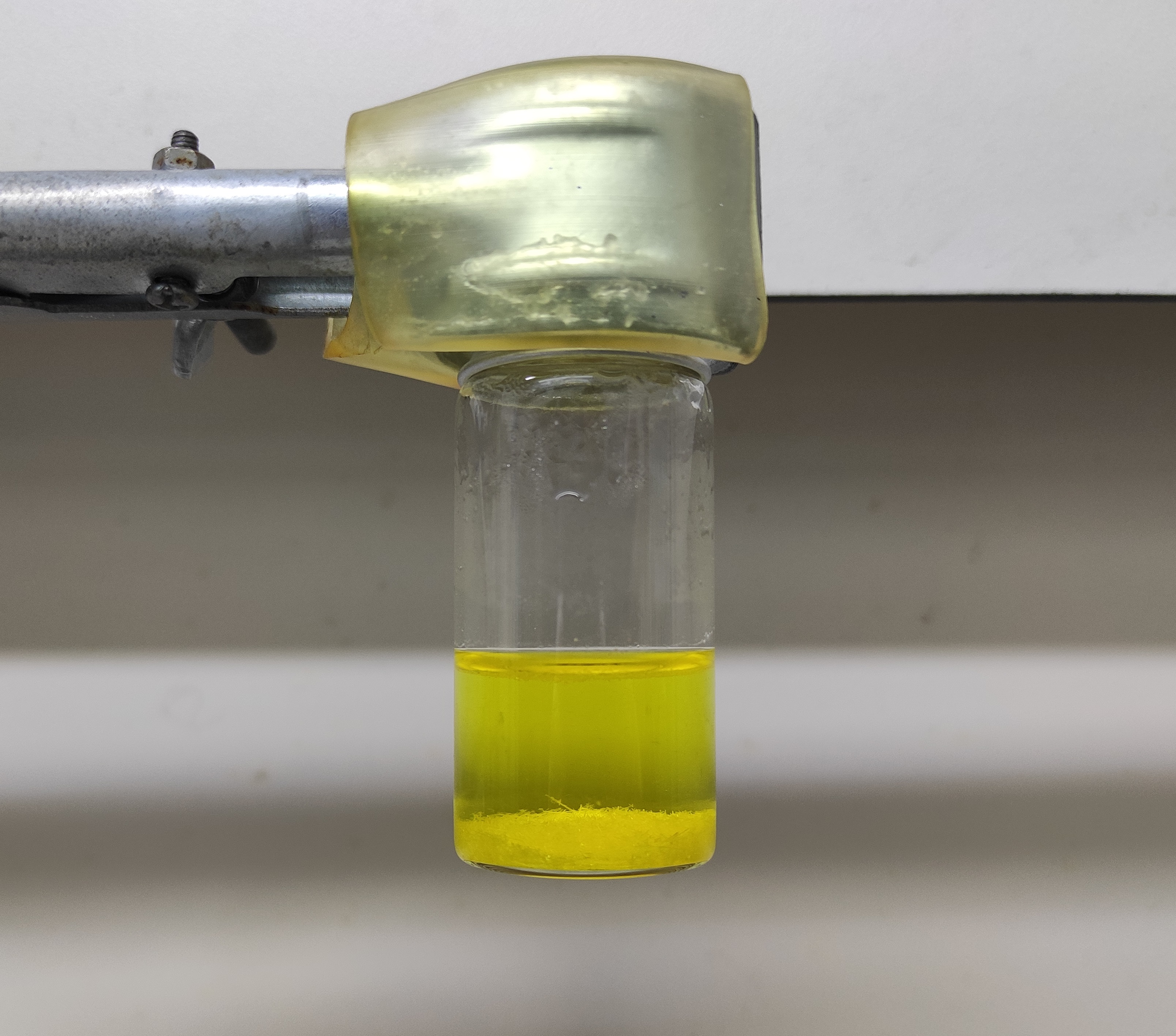
氯金酸铯的热饱和溶液冷却时析出晶体

氯金酸铯（英語：cesium chloraurate），化学式CsAuCl4，在冷水中溶解性较小，可溶于热水。它是橙色针状晶体，空间群C2/c，晶胞参数a=12.923，b=6.1715，c=9.6512 Å，β=105.059，V=743.34 Å2。。它和氢碘酸反应，可以得到Cs2Au2I6。